# Günter Peters (Politiker)

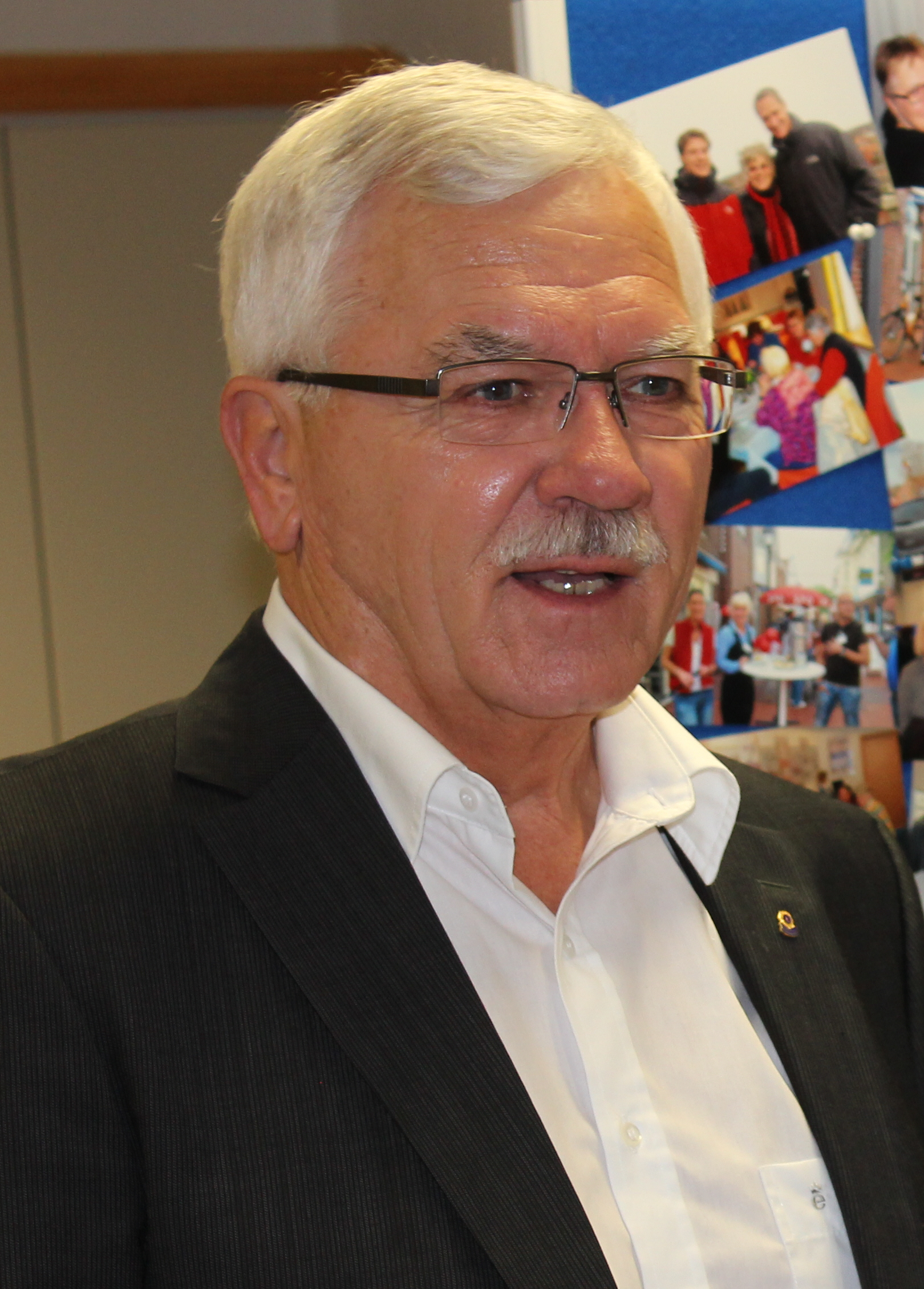
Günter Peters 2014

Günter Peters (* 1. Januar 1944 in Wiesede) ist ein deutscher Politiker (SPD).
Peters besuchte die Volksschule in Wiesede und anschließend die Realschule in Wiesmoor. Danach absolvierte er eine Lehre zum Maschinenschlosser und leistete 1965 seinen Wehrdienst ab. Nach dem Wehrdienst wurde er Berufssoldat und begann eine Offiziersausbildung. Peters arbeitete im Flugsicherungsdienst und war Hauptmann.
Im Jahr 1972 trat er der SPD bei und war von 1973 bis 1983 und wieder ab 1996 erster Vorsitzender des SPD-Ortsvereins Friedeburg. Peters ist Ratsherr der Gemeinde Friedeburg, wo er stellvertretender Fraktionsvorsitzender war. Außerdem ist er Mitglied im Kreistag des Landkreises Wittmund. In der dreizehnten und vierzehnten Wahlperiode wurde er durch ein Direktmandat im Wahlkreis 96 Wittmund in den niedersächsischen Landtag gewählt, dem er von 1994 bis 2003 angehörte.
2014 erhielt er das Verdienstkreuz am Bande des Verdienstordens der Bundesrepublik Deutschland.